# Inkster (Michigan)
Inkster est une ville située dans l’État américain du Michigan, dans le comté de Wayne. Elle est enclavée dans la ville de Détroit, partageant ses frontières avec celle-ci et la ville de Hamtramck. Selon le recensement de 2000, la population est de 25 369 habitants.

## Personnalités
- Vern Buchanan (né en 1951), membre de la Chambre des représentants
- Marcus Fizer (né en 1978), joueur de basket-ball professionnel
- Earl Jones (né en 1964), sprinteur, médaillé bronze aux Jeux Olympiques de 1984
- The Marvelettes, groupe de musique des années 1960
- Jeralean Talley (1899-2015), supercentenaire